# Изолда Гардошова
За друге употребе, погледајте Гардош (вишезначна одредница).
Изолда Гардошова (рођ. Шарфец; глсрп. Izolda Gardošowa, нем. Isolde Gardoš; Цитау, 5. септембар 1938 — Бауцен, 20. септембар 1979) била је лужичкосрпски научник-фолклорист, библиограф, доктор филологије.

## Биографија
Отац јој је био службеник Рихард Ангештелтер (1888—1961). Мајка — Селма Беме (1904—1982). Имала је сестре Гудрун и Илзе (доведена сестра).
Од 1944. до 1952. године учила је основну школу, од 1952. до 1956. године — средњу школу у Бауцену. Од 1956. до 1961. године студирала је славистику на Лајпцишком универзитету (русистика, сорабистика и педагогија) Тема дипломског рада био је водењак у немачкој и западнословенској традицији. Од 1961. до 1964. године студирала је постдипломске студије. Године 1966. добила је научни степен. Тема дисертације (под водством П. Недо) биле су лужичкосрпске пословице. Од 1965. до 1979. године била је сарадник на Институту за лужичкосрпски народопис, од 1967. до 1979. године — начелник Лужичкосрпске централне библиотеке. Проучавала је лужичкосрпску етнографију. Састављала је речник лужичкосрпских пословица. Након смрти Ј. Млинка била је уредник „Лужичкосрпске библиографије 1966—1970” (Бауцен, 1974) и „Лужичкосрпске библиографије 1971—1975” (Бауцен, 1978).
Имала је мужа Јана Гардоша (рођ. 1935), сина Ондреја (рођ. 1962) и ћерку Јанину (рођ. 1968). Сахрањена је у Бауцену.